# كهوف كليفدين للحجر الجيري
يقع نظام كهوف كليفدين الحجر الجيرية في المنطقة الغربية الجنوبية لنيوزيلندا، على أرض خاصة بالقرب من قرية كليفدين الصغيرة.

## جيولوجيا
يتكون الكهف من الحجر الجيري الميوسيني الناتج عن تراكم شظايا القذائف والرمل والحصى في بحر إيبيريك زيلانديا. إنه كهف منفرد.

## بيئة
تجد سُرُج الليل أو التيتيواي (Arachnocampa luminosa) موطنًا طبيعيًا في نظام كهف كليفدين بسبب بيئتها الرطبة مع رياح قليلة أو معدومة.

## سياحة
يمتد نظام الكهف حوالي 300 متر (980 قدمًا). يتوفر ممر من خلال سلالم ثابتة للأشخاص المجهزين بشكل صحيح والذين يرغبون في تجربة الكهوف، ويمكن الوصول إلى ممرات أخرى من قبل رواد الكهوف ذوي الخبرة.